# Ustków (gromada)
Ustków – dawna gromada, czyli najmniejsza jednostka podziału terytorialnego Polskiej Rzeczypospolitej Ludowej w latach 1954–1972.
Gromady, z gromadzkimi radami narodowymi (GRN) jako organami władzy najniższego stopnia na wsi, funkcjonowały od reformy reorganizującej administrację wiejską przeprowadzonej jesienią 1954 do momentu ich zniesienia z dniem 1 stycznia 1973, tym samym wypierając organizację gminną w latach 1954–1972.
Gromadę Ustków siedzibą GRN w Ustkowie utworzono – jako jedną z 8759 gromad na obszarze Polski – w powiecie tureckim w woj. poznańskim, na mocy uchwały nr 39/54 WRN w Poznaniu z dnia 5 października 1954. W skład jednostki weszły obszary dotychczasowych gromad Socha, Socha-Kolonia, Tomisławice, Tądów Górny, Wola Zadąbrowska, Zadąbrowie-Rudunek, Zadąbrowie-Wiatraczyska i Mikołajewice ze zniesionej gminy Jeziorsko w tymże powiecie. Dla gromady ustalono 20 członków gromadzkiej rady narodowej.
31 grudnia 1971 gromadę zniesiono, a jej obszar włączono do gromad: Jeziorsko (miejscowości Mikołajewice, Tądów Górny, Tomisławice, Ustków, Wola Zadąbrowska, Zadąbrowie-Rudynek i Zadąbrowie-Wiatraczyska) i Cielce (miejscowości Socha Wieś i Socha Kolonia) w tymże powiecie.
Przez jeden rok (1972) Ustków został pozbawiony funkcji administracyjnych, lecz już 1 stycznia 1973 w powiecie tureckim utworzono gminę Ustków (zniesioną 1 stycznia 1977).